# Max Blecher
Max Blecher (Botoșani, 8 de setembro de 1909 — Roman, 31 de maio de 1938) foi um escritor romeno.
Um dos principais nomes da literatura da Romênia, é frequentemente comparado pela crítica especializada a Franz Kafka, Bruno Schulz ou Robert Walser.

## Biografia
O pai de Max Blecher foi um comerciante judeu de sucesso e proprietário de uma loja de porcelanas. Blecher frequentou a escola primária e secundária na cidade de Roman, na Romênia. Após receber seu baccalauréat, Blecher partiu para Paris para estudar medicina. Pouco tempo depois, em 1928, foi diagnosticado com mal de Pott, tuberculose óssea que afeta a coluna vertebral, e forçado a abandonar seus estudos. Ele procurou tratamento em vários sanatórios: Berck-sur-Mer, na França, Leysin, na Suíça, e Techirghiol, na Romênia. Durante os dez anos restantes de sua vida, ele ficou confinado à sua cama e praticamente imobilizado pela doença. Apesar de sua doença, ele escreveu e publicou sua primeira peça, em 1930, um conto chamado "Herrant" na revista literária Bilete de Papagal, de Tudor Arghezi. Ele contribuiu para a revista literária de André Breton "Le Surréalisme au service de la révolution", e manteve uma intensa correspondência com os principais escritores e filósofos de sua época, como André Breton, André Gide, Martin Heidegger, Ilarie Voronca, Geo Bogza, Mihail Sebastian, e Sașa Pană. Em 1934, ele publicou Corp transparent, um livro de poesia.
Em 1935, os pais de Blecher o mudaram para uma casa na periferia de Roman onde ele continuou a escrever até sua morte em 1938, aos 28 anos de idade. Durante sua vida, ele publicou duas outras obras importantes, Întâmplări în irealitate imediată (Acontecimentos Na Irrealidade Imediata) e Inimi cicatrizate (Corações cicatrizados), bem como uma série de pequenas peças em prosa, artigos e traduções. Vizuina luminată: Jurnal de sanatoriu foi publicado postumamente, parcialmente em 1947 e na íntegra em 1971.

## Principais obras
- Corp transparent
- Întâmplări din irealitatea imediată (Acontecimentos Na Irrealidade Imediata)
- Inimi cicatrizate (Corações cicatrizados)
- Vizuina luminată: Jurnal de sanatoriu